# LOST WORLD'S ANTHOLOGY
『LOST WORLD'S ANTHOLOGY』（ロストワールズ・アンソロジー）は、日本のバンド、ストレイテナーのメジャーデビューフルアルバム。2004年1月21日発売。

## 概要
特典として、収録曲である「A SONG RUNS THROUGH WORLD」のビデオ・クリップも収録されている。

## 収録曲
| 全作詞・作曲: ホリエアツシ。 |                                |              |              |      |
| #                            | タイトル                       | 作詞         | 作曲・編曲   | 時間 |
| 1.                           | 「A SONG RUNS THROUGH WORLD」  | ホリエアツシ | ホリエアツシ | 3:29 |
| 2.                           | 「TRAVELING GARGOYLE」         | ホリエアツシ | ホリエアツシ | 3:14 |
| 3.                           | 「TOWER」                      | ホリエアツシ | ホリエアツシ | 3:33 |
| 4.                           | 「DON'T FOLLOW THE LIGHT」     | ホリエアツシ | ホリエアツシ | 3:10 |
| 5.                           | 「MAD PIANIST」                | ホリエアツシ | ホリエアツシ | 4:14 |
| 6.                           | 「奇跡の街」(RADIO FREAK EDIT) | ホリエアツシ | ホリエアツシ | 4:19 |
| 7.                           | 「STAINED ANDROID」            | ホリエアツシ | ホリエアツシ | 3:46 |
| 8.                           | 「FREEZING」                   | ホリエアツシ | ホリエアツシ | 4:50 |
| 9.                           | 「DJ ROLL」(VIDEO ADDICT EDIT) | ホリエアツシ | ホリエアツシ | 3:47 |
| 10.                          | 「MAGIC WORDS」                | ホリエアツシ | ホリエアツシ | 2:58 |
| 合計時間:                    | 合計時間:                      | 37:20        |              |      |

### 曲解説
1. A SONG RUNS THROUGH WORLD
本作のリードトラック。ライブ映像がバックのPVがある。
ホリエ曰く「イカツいエモソングを作ろうと思って」作った曲だという。
セルフカバーアルバム『STOUT』では4人編成で再録されている。
2. TRAVELING GARGOYLE
メジャー1stシングル。
3. TOWER
本作の約3年前に作られていた曲だったが、時期や雰囲気の関係で作品には入っていなかったという。
4. DON'T FOLLOW THE LIGHT
タイトルは映画「ロード・オブ・ザ・リング/二つの塔」の中でゴラムが主人公のフロド・バギンズに対して言っていた台詞から付けられている。
5. MAD PIANIST
6. 奇跡の街 (RADIO FREAK EDIT)
メジャー1stシングルc/wの別バージョン。
ギターがリテイクされており、音も若干変わっている。
7. STAINED ANDROID
歌詞は「TRAVELING GARGOYLE」と繋がっている。
錆びたアンドロイドと石のガーゴイルの会話を表現している。
8. FREEZING
セルフカバーアルバム『STOUT』では4人編成で再録されている。
9. DJ ROLL (VIDEO ADDICT EDIT)
インディーズ3rdシングル「SILVER RECORD」c/wの別バージョン。
原曲よりもチューニングが半音下がった状態で再録されている。
10. MAGIC WORDS
ライブDVD『Linear Motor City』では、間奏部分になるとドラムのナカヤマがダイブするというシーンが収録されている。

## 演奏
- ホリエアツシ：Vocal, Guitar
- ナカヤマシンペイ：Drums
- 日向秀和：Bass